# 格洛斯特鎮區 (北卡羅萊納州特蘭西瓦尼亞縣)
格洛斯特鎮區（英語：Gloucester Township）是位於美國北卡羅萊納州特蘭西瓦尼亞縣的一個鎮區。

## 地方資料
格洛斯特鎮區的面積為147.88平方千米，皆為陸地。根據2020年美國人口普查的數據，當地共有人口1215人，而人口密度為每平方千米8.22人。